# Guy Ier d'Auvergne
Pour les articles homonymes, voir Guy Ier et Guy d'Auvergne.
Guy Ier, vicomte d'Auvergne après son frère Robert III, au moment de la mort du comte d'Auvergne Guillaume Tête d'Etoupe, vers 963. Cette vacance du pouvoir a très probablement incité le vicomte Guy à se proclamer par la suite comte d'Auvergne. Il est encore dénommé « par la grâce de Dieu vicomte de la cité d'Auvergne » lors d'une donation qu'il fit à l'Abbaye de Cluny vers 980, mais il est cité ensuite dans plusieurs chartes comme comte ou prince d'Auvergne.
Il aurait épousé Aucelende/Ausenda.
Il est mort sans postérité connue, vers 989. Son frère Guillaume lui succéda. Sa mort a peut-être même été antérieure. En effet, il est dit qu'en 985 il s'attaqua à la ville de Mende, et donc l'une des résidences des comtes de Gévaudan. Aldebert III du Tournel, évêque du Gévaudan au XIIe siècle, raconte sa défaite tué d'un coup de lance devant les portes de la cité,.

## Sources et références
1. ↑  d'après BERNARD A., BRUEL A., Recueil des chartes de l'abbaye de Cluny. Tome 2 : 954-987, Paris, Imprimerie nationale, 1880 (Collection de documents inédits sur l'histoire de France. Première série, Histoire politique), p. 574-575, n° 1525. La charte, portant le nom de son épouse, date de mai 980.
2. ↑  Les miracles de Saint-Privat, suivis des opuscules d'Aldebert III évêque de Mende, Clovis Brunel, Paris, 1912.
3. ↑  (fr) [PDF] Thèse sur l'Auvergne et ses Marges, p. 39 - Christian Lauranson-Rosaz L'Auvergne et ses marges (Velay, Gévaudan) du VIIIe au XIe siècle. La fin du monde antique ?, thèse de doctorat soutenue en 1984, Le Puy-en-Velay, Les Cahiers de la Haute-Loire, 1987.